# 江布爾區 (北哈薩克斯坦州)
54°31′48″N 66°56′24″E / 54.53000°N 66.94000°E

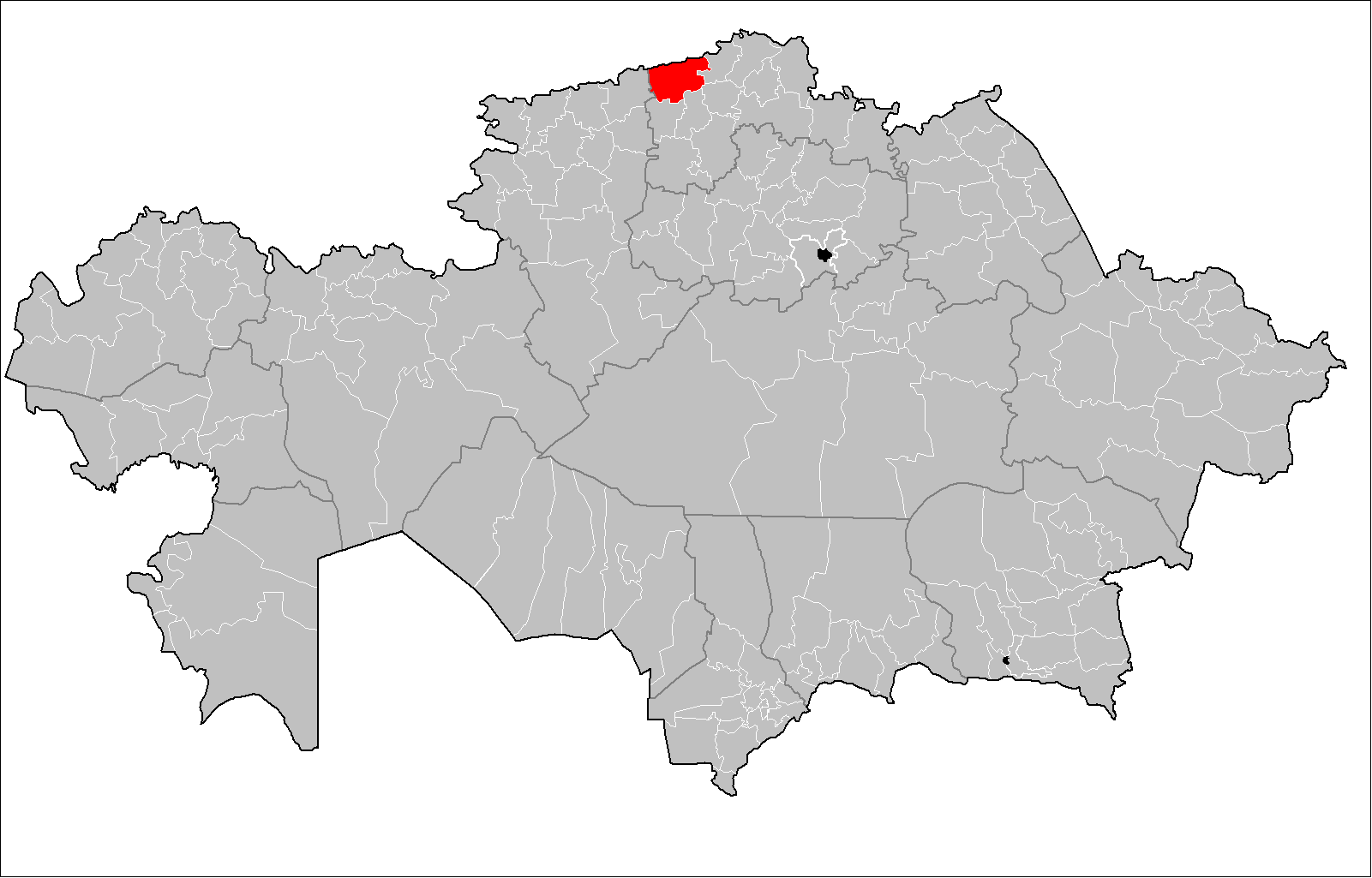

江布爾區是哈薩克斯坦的行政區，位於該國北部，由北哈薩克斯坦州負責管轄，首府設於普列斯諾夫卡，始建於1997年，面積7,470平方公里，2019年人口19,447。